# 13956 Бенкс
13956 Бенкс (13956 Banks) — астероїд головного поясу, відкритий 15 листопада 1990 року.
Тіссеранів параметр щодо Юпітера — 3,430.